# 在京都フランス総領事館
在京都フランス総領事館（フランス語: Consulat général de France à Kyoto、英語: Consulate-General of France in Kyoto）は、フランスが日本の京都府京都市に設置している総領事館である。
管轄地域は西日本である。
西日本では、1858年に日仏修好通商条約が締結されて以来領事館が開設されたが、第二次世界大戦後は長崎の領事館が閉鎖され、神戸の総領事館は大阪に移転した。2009年12月、それまで大阪市にあった在大阪・神戸フランス総領事館が移転する形で、京都市左京区の関西日仏学館内に総領事館が開設された。

## 総領事

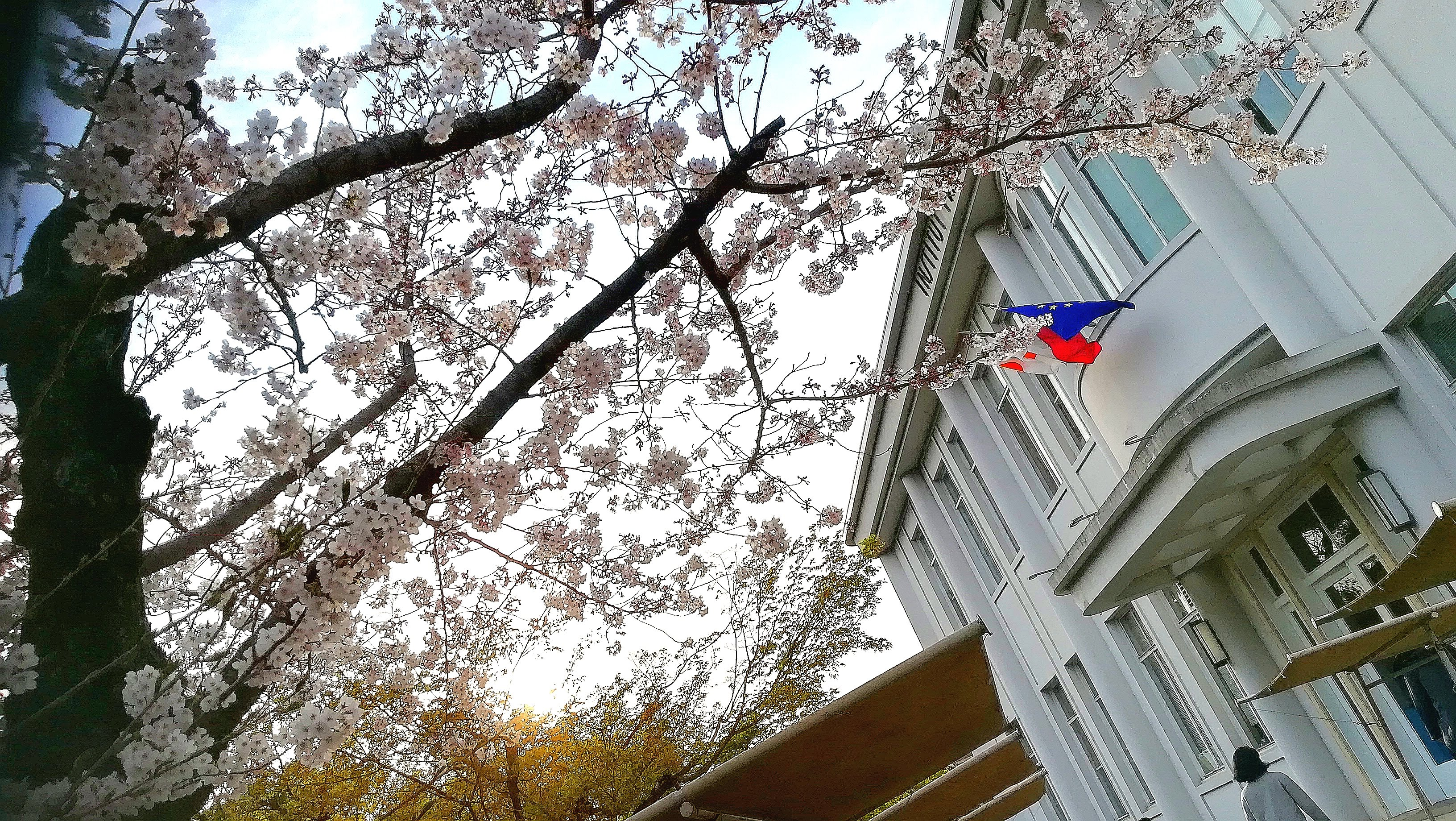
在京都フランス総領事館とさくら

総領事は関西日仏学館 京都の館長を兼任する。
| 代 | 氏名（日本語）                     | 氏名（フランス語）        | 着任         | 退任          | 備考                     |
| -- | ---------------------------------- | ------------------------- | ------------ | ------------- | ------------------------ |
| 1  | フィリップ・ジャンヴィエ＝カミヤマ | Philippe Janvier-Kamiyama | 2009年12月   | 2013年        | 大阪・神戸総領事より転任 |
| 2  | シャルランリ・ブロソー             | Charles-Henri Brosseau    | 2013年9月    | 2016年8月     | [ 6 ]                    |
| 3  | ジャン＝マチュー・ボネル           | Jean-Matthieu Bonnel      | 2016年9月    | 2019年        | [ 7 ]                    |
| 4  | ジュール・イルマン                 | Jules Irrmann             | 2019年9月    | 2023年8月31日 | 関西領事団長             |
| 5  | サンドリン・ムシェ                 | Sandrine Mouchet          | 2023年9月1日 | （現職）      | [ 11 ]                   |